# مقاطعة شيراز
مقاطعة شيراز (بالفارسية: شهرستان شیراز) هي المقاطعة الرئيسية في محافظة فارس، ومركزها مدينة شيراز وهي أيضاً مركز للمحافظة.